# Endeavor (empresa)
Endeavor Group Holdings, Inc. (anteriormente conocido como William Morris Endeavor y WME-IMG) es un holding estadounidense para agencias de medios y talentos con sus oficinas principales en Beverly Hills, California, Estados Unidos. La empresa se fundó en abril de 2009 tras la fusión de William Morris Agency y la Endeavour Talent Agency original. Endeavour representa a artistas en cine, televisión, música, teatro, medios digitales y publicaciones.  También representa a la NFL y la NHL. Endeavour posee a WWE y Ultimate Fighting Championship. Está encabezado por el CEO Ari Emanuel y el presidente ejecutivo Patrick Whitesell.
El grupo posee una participación del 20% en la productora de cine y televisión Fifth Season (anteriormente Endeavor Content), y el 80% restante es propiedad de la empresa minorista y de entretenimiento de Corea del Sur CJ ENM.

## Historia

### Comienzos
La agencia de talentos Endeavor se lanzó en 1995. En 2009, era una de las agencias de talentos de Hollywood de más rápido crecimiento, y The New York Times destacó su reputación de "pensamiento rápido, ferocidad y ambición apenas refrenada".

### Asociación William Morris-Endeavor
El 27 de abril de 2009, WMA y Endeavor Talent Agency anunciaron que formarían William Morris Endeavour, o "WME".  Los ejecutivos de Endeavour, Ari Emanuel y Patrick Whitesell, fueron ampliamente vistos como los arquitectos de la fusión y rápidamente se convirtieron en los codirectores ejecutivos de WME.  Tras el anuncio oficial de la fusión, se despidió a casi 100 empleados de WMA y exmiembros de la junta. Uno de los que se fueron fue Jim Wiatt, quien llegó a WMA en 1999 desde International Creative Management, donde era vicepresidente. Se había unido a WMA como presidente y codirector ejecutivo, y había ascendido a presidente de la junta. Luego de la fusión, WME trasladó su sede a las oficinas de Endeavour en 9601 Wilshire Boulevard en el corazón de Beverly Hills.
En 2011, Emanuel fue citado en un perfil del Financial Times sobre la empresa diciendo: "Construimos una cultura en la que se recompensa a las personas por asumir riesgos". Emanuel y Whitesell implementaron varias estrategias de liderazgo para impulsar la productividad de sus agentes, en particular, el programa de capacitación "Farmhouse".

## Expansión
Endeavour creció para incluir varias empresas subsidiarias y divisiones ampliadas. Fortune nombró a los codirectores ejecutivos Ari Emanuel y Patrick Whitesell en su lista de "Empresarios del año" de 2010, en reconocimiento a sus estrategias de crecimiento corporativo. Emanuel había sido reconocido previamente como un "súper agente" del siglo XXI tanto por The Wall Street Journal como por The Guardian, así como también como un "Influencer" de la era de la publicidad.
En julio de 2011, la empresa y su fundación crearon Camp Summer Eagle, que proporciona donaciones y actividades para escolares en Foster Elementary en Compton, California.
Poco después de la fusión, WME ayudó a lanzar el grupo de inversión Raine, que alineó a la empresa con propiedades como Vice Media y Zumba Fitness. En 2010, WME se asoció con RED Interactive, una agencia de publicidad digital. Dos años más tarde, formaron una alianza con la empresa de gestión de redes sociales TheAudience, asociándose con el empresario digital Sean Parker y ejecutando campañas sociales para propiedades como la película Ted de Seth MacFarlane y el Festival de Música de Coachella. 2013 trajo una asociación estratégica entre WME y la agencia de música creativa Jingle Punks, que crea, publica y otorga licencias de música. WME también es inversor en la plataforma de comercio electrónico [OpenSky], que fue nombrada una de las "Empresas más prometedoras" de Estados Unidos por Forbes. En 2013, Whitesell y Emanuel se perfilaron en Fast Company, destacando el crecimiento digital de la empresa.
El 2 de mayo de 2012, WME y Silver Lake Partners, una firma de capital privado centrada en la tecnología con sede en Silicon Valley, firmaron un acuerdo para que Silver Lake adquiera una participación minoritaria del 31,25% en la agencia por 250 millones de dólares. Un nuevo comité ejecutivo, compuesto por los codirectores ejecutivos Ari Emanuel y Patrick Whitesell y el director administrativo de Silver Lake, Egon Durban, lidera la estrategia de crecimiento y las actividades de inversión de la compañía. En julio de 2013, WME adquirió una participación minoritaria en la agencia creativa Droga5. La asociación combina los recursos publicitarios y de entretenimiento de las empresas.

### Asociación WNE-IMG
El 18 de diciembre de 2013, WME y Silver Lake anunciaron la adquisición de IMG por $2400 millones. Ari Emanuel y Patrick Whitesell de WME asumieron como codirectores ejecutivos. El 21 de enero del 2015, se anunció que WME había adquirido Global eSports Management (GEM), una agencia internacional que representa a varios jugadores y personalidades de deportes electrónicos y videojuegos profesionales. En abril de ese año, compraron los Professional Bull Riders.  El 23 de septiembre del año en mención, se anunció que WME/IMG se asociaría con Turner Broadcasting para crear una liga de deportes electrónicos televisada, ELeague.
El 14 de septiembre WME adquirió de Donald Trump la Organización Miss Universo, que produce los concursos de belleza Miss Universe, Miss USA y Miss Teen USA y contenido relacionado. La organización vende los derechos de televisión de los concursos en otros países. Los detalles financieros no fueron revelados.
Softbank y Fidelity Investments a principios del 2016 invirtieron en WME-IMG. La empresa formó una empresa conjunta en junio de ese año para China con Sequoia Capital, Tencent y Fountainvest Partners.
El 9 de julio del 2016, Zuffa, LLC, la empresa matriz de Ultimate Fighting Championship, fue vendida a un grupo liderado por WME-IMG, su propietario Silver Lake Partners, Kohlberg Kravis Roberts y MSD Capital, por $4,025 mil millones, el más grande. alguna adquisición en la industria del deporte. El 22 de agosto de 2016, WME adquirió la agencia literaria Rabineau Wachter Sanford & Gillett (RWSG); sus cofundadores, Sylvie Rabineau y Jill Holwager Gillett, encabezan una división de WME involucrada en la coordinación de adaptaciones cinematográficas de literatura. WME/IMG compró en agosto de 2017 una participación mayoritaria en Bloom, una empresa de ventas y financiación de películas dirigida por Ken Kao y Alex Walton.

### La empresa
WME-IMG se reorganizó en octubre de 2017 y se cambió el nombre de la empresa matriz de WME-IMG a Endeavor. Ari Emanuel se convirtió en director ejecutivo de Endeavor y Patrick Whitesell se convirtió en presidente ejecutivo de Endeavor. La agencia general de talentos retuvo el nombre WME mientras que la agencia deportiva retuvo el nombre IMG.
En octubre del 2017, Endeavor Content se formó a partir de las unidades de ventas de televisión con guiones y financiación de películas de WME e IMG, el grupo asesor de WME para financistas de películas y productores de contenido y Bloom, que continuará operando de forma autónoma. Graham Taylor y Chris Rice fueron nombrados copresidentes de Endeavor Content, además de las contrataciones adicionales de Negeen Yazdi como vicepresidente senior de cine y Joe Hipps como vicepresidente senior de televisión.
El 15 de noviembre de 2017, el actor Terry Crews declaró en Good Morning America que Adam Venit, jefe del departamento de cine de WME, había apretado los genitales de Crews con la mano en una fiesta de la industria en febrero de 2016. WME respondió que habían suspendido a Venit luego de un problema interno. investigación, el 27 de noviembre de 2017, se anunció que Venit volvería a trabajar después de un mes de licencia sin goce de sueldo. El 4 de diciembre de 2017, los abogados que actuaban en nombre de Terry Crews presentaron una demanda contra WME y Venit afirmando que "ahora es el momento de responsabilizar a Venit por su comportamiento depredador sexual y responsabilizar a WME por su conducta al condonar, ratificar y alentar la conducta de Venit". conducta depredadora sexual".
Third Coast Content, una productora y editorial para audiencias religiosas y familiares, fue fundada en febrero de 2018 por el veterano ejecutivo cinematográfico Ben Howard como director ejecutivo con Endeavour Content como inversor y como su proveedor de servicios de ventas y asesoría. En abril de 2019, Accenture adquirió Droga5..

### Ofertas iniciales
El 24 de mayo de 2019, Endeavour presentó formularios para una oferta pública inicial (IPO) ante la Comisión de Bolsa y Valores (SEC) que habría valorado a la empresa en $ 7.6 mil millones. El formulario detallaba que los ingresos de Endeavour fueron de $3610 millones en 2018 con un ingreso neto de $100,1 millones después de los ajustes y los riesgos potenciales involucrados de ser potencialmente demandado "por un presunto deterioro neurocognitivo a largo plazo derivado de conmociones cerebrales", "negociación colectiva para sindicalizar a los atletas de MMA", y "cinco demandas colectivas relacionadas presentadas en su contra alegando que la UFC violó la Sección 2 de la Ley Sherman Antimonopolio de 1890 al monopolizar el supuesto mercado de servicios de atletas profesionales de élite de MMA". También se incluyó en la presentación la declaración de que la subsidiaria WME Dragon Holdings LLC, que compró el 49 por ciento de la agencia de publicidad Droga5 en 2013, acordó vender su participación en Droga5 a Accenture Interactive por $233 millones.
El 26 de septiembre del 2019, un día antes de que planeara salir a bolsa, Endeavor Group anunció que la oferta pública inicial se había pospuesto para "evaluar el momento de la oferta propuesta a medida que se desarrollan las condiciones del mercado". Se informó que los factores que contribuyeron fueron el bajo rendimiento de la reciente oferta pública inicial de Peloton, y una demanda en curso con varios excombatientes de UFC.
El 30 de marzo de 2021, Endeavour Group anunció una nueva oferta pública inicial planificada para más adelante en 2021, con Elon Musk y Fawn Weaver nominados para unirse a su junta directiva. El 28 de abril de 2021, Endeavour Group se hizo público en la Bolsa de Valores de Nueva York. Posteriormente, Endeavour utilizó parte de las ganancias de la OPI para comprar a los otros accionistas de Zuffa por un valor de $ 1.7 mil millones, lo que convirtió a Zuffa en una subsidiaria de propiedad total de Endeavour. El 19 de julio de 2021, Ursula Burns se unió a la junta directiva. El 27 de septiembre de 2021, Endeavour anunció que adquiriría OpenBet por $1200 millones en efectivo y acciones. En marzo de 2022, Musk renunció a la junta.

### Desinversión
En 2019, Writers Guild of America (WGA) presentó una demanda contra las cuatro principales agencias de talentos de Hollywood, incluidas WME, Creative Artists Agency (CAA), United Talent Agency (UTA) e ICM Partners, por el uso de acuerdos de empaque (bajo que una agencia de talentos ofrece una producción utilizando a sus escritores, directores y/o actores representados como un "paquete" a posibles estudios), que la WGA afirmó que es un conflicto de intereses ilegal según las leyes estatales y federales.
Como parte de los acuerdos que les permitirían volver a representar a los escritores, la WGA pidió a las agencias de talentos que redujeran su interés en las productoras de propiedad compartida, ya que consideraban que las agencias de talentos que eran propietarias de sus propias productoras también representaban un conflicto de intereses.  En febrero de 2021, Endeavour acordó un nuevo acuerdo de franquicia con WGA, en virtud del cual debe dejar de utilizar acuerdos de empaque y no tener más del 20% de participación en empresas de producción afiliadas a la agencia, por lo que es necesario que se deshaga de al menos 80% del contenido de Endeavour.
El 8 de junio de 2021, Endeavour comenzó a buscar un socio para la división en cumplimiento del acuerdo, regresando todo el equipo de ventas a la empresa para iniciar el proceso. El 28 de octubre de 2021, Endeavour comenzó a solicitar ofertas de segunda ronda por más de $750 millones, con tres firmas de capital y dos compañías estratégicas entre las que están en competencia. El 19 de noviembre de 2021, el conglomerado surcoreano CJ ENM llegó a un acuerdo para adquirir la participación por $775 millones. La adquisición cubre principalmente el negocio de guiones de la compañía, y Endeavour retiene sus negocios de consultoría de películas, documentales y sin guion. La venta es la mayor adquisición de CJ ENM hasta la fecha. La compra de $785 millones se completó en enero de 2022. En septiembre del 2022, la empresa pasó a llamarse Fifth Season; el nombre proviene de la medicina oriental, que reconoce la llamada "quinta temporada" como una época de celebración de la cosecha a fines del verano, lo que representa el enfoque de la compañía en ideas y contenido globales.
El 26 de octubre de 2022, JKN Global Group adquirió la Organización Miss Universo (MUO) de Endeavour por $14 millones.
El 7 de marzo de 2023, Endeavour adquirió la productora sin guion Asylum Entertainment Group.

## Unión entre WWE y UFC
En enero de 2023, se informó que la promoción de lucha libre profesional WWE estaba explorando una posible venta, con Endeavor entre los posibles pretendientes. Su fundador, Vince McMahon, renunció como director ejecutivo a mediados de 2022 en medio de una investigación por mala conducta. Endeavour Streaming había estado brindando servicios de back-end para la plataforma de transmisión de la WWE WWE Network desde 2019.
El 2 de abril de 2023, CNBC informó a través de fuentes que un acuerdo entre la WWE y Endeavor era inminente y podría anunciarse al día siguiente. El 3 de abril de 2023, Endeavour y la WWE anunciaron oficialmente el acuerdo, en virtud del cual la WWE se fusionará con la UFC para formar una nueva empresa que cotiza en bolsa; no se anunció el nombre de la nueva entidad, pero se afirmó que se comercializará con el símbolo "TKO". Endeavour tendrá una participación del 51% en "TKO", y los accionistas de la WWE tendrán una participación del 49%. marcando la primera vez que la WWE no ha sido controlada por la familia McMahon. Emanuel se desempeñará como director ejecutivo de la nueva entidad, con Mark Shapiro como presidente y director de operaciones, y Vince McMahon como presidente ejecutivo. Al igual que con la propiedad de la UFC de Endeavor, Emanuel no asumirá ningún papel creativo, y el actual CEO de la WWE, Nick Khan, será nombrado presidente de la WWE (en una capacidad similar a la función de Dana White en la UFC).
Emanuel afirmó que esta fusión "reuniría a dos empresas líderes de entretenimiento y deportes puros" y proporcionaría "sinergias operativas significativas", mientras que McMahon afirmó que "dado el increíble trabajo que Ari y Endeavor han hecho para hacer crecer la marca UFC, casi duplicando sus ingresos durante los últimos siete años, y el inmenso éxito que ya hemos tenido al asociarnos con su equipo en varias empresas, creo que este es sin duda el mejor resultado para nuestros accionistas y otras partes interesadas". Se espera que el acuerdo se complete en la segunda mitad de 2023.

## Asociaciones
- Endeavour (junio de 2016) subsidiaria china formada con las inversiones de Sequoia Capital, Tencent y FountainVest
- Fifth Season (anteriormente Endeavor Content; octubre de 2017 - septiembre de 2022) financiamiento de películas y ventas de televisión con guion
  - Bloom (agosto de 2017) participación mayoritaria, una empresa de ventas y financiación de películas.[42]
- 160 sobre 90 (enero del 2018)
  - Tercera Costa Contenido (febrero 2018) inversión.[46]
- Frieze, la compañía de bellas artes y medios
- Unión maravillosa (agosto del 2018)[78]
- On Location Experiences (enero de 2020) participación mayoritaria, una empresa de hospitalidad y eventos en vivo.[79]
- Asylum Entertainment Group (marzo de 2023) participación mayoritaria